# Crashtest (Werbespot)
Crashtest ist ein deutscher Werbespot aus dem Jahr 2005, der für die französische Automobilmarke Renault warb. Er war Teil einer Kampagne, die die hohe Sicherheit der Renault-Modelle hervorheben sollte. Zu sehen sind Crashtests mit stereotypen Nahrungsmitteln verschiedener Nationen. Der Spot wurde sowohl im Kino als auch im Fernsehen gezeigt und auch viral über das Internet verbreitet. Er erhielt mehrere Auszeichnungen der Werbebranche.

## Inhalt
Der etwa einminütige Spot zeigt Zeitlupenaufnahmen von vier Crashtests mit verschiedenen, überdimensional groß wirkenden Lebensmitteln, die für verschiedene Autos produzierende Länder stehen. Zunächst fährt eine Weißwurst, die Deutschland repräsentiert, auf eine Wand zu und zerplatzt. Ähnlich ergeht es einer japanischen Sushi-Rolle. Auch das für Schweden stehende Knäckebrot zerbricht. Zum Schluss wird ein französisches Baguette getestet, wobei die Einstellung der der Weißwurst gleicht. Statt zu zerbrechen, wird es nur an der Vorderseite eingedrückt und kehrt danach wieder in seine ursprüngliche Form zurück. Es folgt mit weißer Schrift auf schwarzem Hintergrund der Werbespruch: „Die sichersten Autos kommen aus Frankreich.“ Danach sieht man noch einmal das intakte Baguette, das durch Scheinwerfer beleuchtet wird und sich dabei dreht. Das Renault-Logo wird eingeblendet, der Hintergrund wird schwarz und der Werbespruch „Createur d’Automobiles“ erscheint unter dem Logo. Es folgt ein Hinweis auf das gute Abschneiden von acht Renault-Modellen im Euro-NCAP-Crashtest.
Musikalisch untermalt wird der Spot mit dem Chanson J'attendrai (deutsch: „Ich werde warten“) der französischen Sängerin Rina Ketty aus dem Jahr 1939.

## Entstehung und Veröffentlichung
Renault hatte 2005 acht Modelle im Angebot, die fünf Sterne im Euro-NCAP-Crashtest erhalten hatten und konnte damit als der Hersteller der sichersten Autos in Europa gelten. Allerdings hatten Umfragen ergeben, dass die deutschen Konsumenten die Renault-Modelle als weniger sicher empfanden als die Modelle deutscher oder anderer ausländischer Hersteller. Mit einer Werbekampagne zum Thema Sicherheit sollte dies geändert werden.
Mit der Entwicklung des Spots wurde die Hamburger Werbeagentur Nordpol+ beauftragt. Die Produktion übernahm element e, Regie führte Silvio Helbig. Eigentlich sollte Frankreich durch einen Frosch vertreten werden, der an eine Scheibe springt und dann unverletzt davonhüpft. Dafür wurden fünf Laubfrösche von Tiertrainern engagiert, die aber nicht so sprangen, wie es für die Aufnahme nötig war. Grund dafür soll die durch sehr helle Scheinwerfer entstandene Hitze am Drehort gewesen sein. Aus diesem Grund wich man auf das Baguette aus.
Der Spot wurde im dritten Quartal 2005 zunächst in deutschen Kinos gezeigt. Etwa zeitgleich begann man damit, den Film viral über das Internet zu verbreiten. Bis zum Dezember 2005 wurde er allein 1,5 Millionen Mal auf YouTube angeschaut. Aufgrund der positiven Resonanz der Kinozuschauer wurde der Spot ab dem 25. Dezember auch im deutschen Fernsehen gezeigt. Im April und Mai 2006 kehrte er nochmal in die Kinos zurück.
2007 setzte Renault die Werbekampagne mit zwei weiteren Werbespots fort. Während in Ballett die acht mit fünf Sternen prämierten Renault-Modelle als „Das sicherste Ensemble der Welt“ auftraten, griff der Spot Kollision die Idee von Crashtest auf. Diesmal sieht man Personen, die miteinander kollidieren. Während dies bei den japanischen Sumo-Ringern, den tanzenden, schwedischen Frauen in Tracht und den bayerischen Männern beim Schuhplattler sehr schmerzvoll aussieht, wird Frankreich durch ein elegant gekleidetes Paar vertreten, das sich küsst. Der Werbespruch dazu lautete: „Der beste Schutz bei einem Zusammenstoß kommt aus Frankreich.“

## Bewertung
Crashtest gewann mehrere Werbepreise. So wurde der Spot mit dem Client Award für die beste Fernsehwerbung 2006 ausgezeichnet, der vom Magazin Kontakter des Verlags Werben & Verkaufen vergeben wird. Auf dem Festival des Art Directors Clubs wurde der Spot mit Gold ausgezeichnet. Die Jury des Jahrbuchs der Werbung zeichnete ihn als Spot des Jahres 2006 aus. Auch auf internationalen Festivals wurde der Spot prämiert, so etwa beim Cannes Lions International Advertising Festival und den New York Festivals.
Gelobt wurde besonders der Humor des Spots. So bezeichneten ihn die im Bereich Marketing forschenden Martin Eisend und Alfred Kuß als ein „gelungenes Beispiel für intensiven Humor in der Werbung“. In den Medien wurde allerdings die Konsistenz des Baguettes kritisiert. Ein frisches Weizenbrot wäre genauso zerbröselt wie das Knäckebrot, das alte, labbrige Baguette aus dem Spot sei hingegen ein schlechtes Symbol für das eigene Produkt.
Ökonomisch wird der Spot als Erfolg angesehen. So seien unter den deutschen Verbrauchern Renaults Ruf bezüglich Sicherheit sowie die Kaufabsicht für einen Renault im fraglichen Zeitraum signifikant gestiegen.